# Slaget vid Lübow
Slaget av Lübow var ett fältslag mellan danska och svenska soldater nära staden Lübow i Mecklenburg den 4 december 1711, under det stora nordiska kriget. Slaget slutade med en stor dansk seger.

## Upptakt
Efter det svenska nederlaget vid Poltava 1709 förklarade Danmark åter Sverige krig. Danskarna försökte sig nu på en invasion av södra Sverige för att återerövra Skåne och Blekinge. Den danska invasionsarmén besegrades dock av general Magnus Stenbock i slaget vid Helsingborg den 28 februari 1710. Den danske kungen Fredrik IV beslutade nu att flytta krigsansträngningarna från Skåne till de svenska besittningarna i norra Tyskland. Det närmaste målet för detta ändamål var Wismar och Svenska Pommern.
En dansk armé av 19 000 man samlades i Holstein. Danskarna planerade att erövra den svenska fästningen Wismar viken redan hade inringats av en mindre styrka under generallöjtnant Hans Christof von Schönfeld. Men efter påtryckningar från sachsarna beslöt sig dock Fredrik IV att ändra målet för fälttåget från Wismar till Stralsund. Den danska armén återupptog nu sin marsch genom Mecklenburg mot Svenska Pommern. 
Den danska armén bestod av 28 kavalleriskvadroner samt 2 infanteribataljoner under befäl av generallöjtnant Jørgen Rantzau. Rantzau som hade lett den danska armén i slaget vid Helsingborg var ivrig att få hämnd för nederlaget. Den svenska garnisonen i Pommern bestod av 5 000 man fördelade på ett dragonregemente och 4 infanteriregementen under befäl av Martin Schoultz. Efter marschen var den danska armén i dåligt skick och hade krympt till 4 000 man, på grund av deserteringar och sjukdomar. Rantzau försvagade också sina styrkor genom att skicka en styrka om 1 000 man till Rostock och Lübeck för proviantering. Så snart Schoultz underrättades om det danska hotet mot svenska Pommern beslöt han sig för ett nattligt anfall mot det danska lägret vid Lübow. För anfallet samlade Schoultz ihop en styrka på totalt 2 500 man. Vilken bestod av sex infanteribataljoner och sex kavalleriskvadroner samt 12 artilleripjäser. 
Natten den 4 december närmade sig de svenska trupperna det danska lägret under tystnad. Danska spejare lyckades dock upptäcka de svenska trupperna. När Rantzau underättades om det kommande svenska anfallet ställde han upp sin armé i slagordning.

## Slaget
Klockan 5:00 på morgonen gick den svenska armén till anfall. Den svenska vänstra flygeln drabbade samman med den danska högra som snart började vackla. Danska förstärkningar lyckades dock stoppa det svenska anfallet och striden blev mycket blodig. Det svenska artilleriet kunde inte stödja infanteriet och deras eld resulterade i förluster i de egna leden. De svenska bataljonerna hade nu kommit i oordning och Schoultz gav order om reträtt. Den svenska reträtten hindrades dock av det danska kavalleriet som attackerade svenskarnas flanker. Rantzau ledde personligen en kavalleriskvadron som anföll svenskarna i ryggen.
Det underlägsna svenska kavalleriet tvingades nu att dra sig tillbaka vilket lämnade infanteriet ensamt. Det vältränade karolinska infanteriet bildade nu fyrkanter för att stå emot det danska kavalleriet. Danskarna anföll gång på gång men lyckades inte spränga de svenska formationerna trots att svenskarna led stora förluster. Nu var resterna av den svenska armén helt omringade av danskarna men vägrade ändå kapitulera. Efter upprepade danska anfall tvingades de kvarvarande svenskarna till slut att ge upp.
Svenskarna förlorade 478 man stupade samt 1 904 tillfångatagna, av dessa var 500 sårade. Den svenske befälhavaren Schoultz samt cirka 100 man lyckades dock undkomma. De danska förlusterna uppgick endast till 279 döda och sårade. Danskarna lyckades även erövra svenskarnas artilleri.

## Följder
Det svenska nederlaget vid Lübow inledde danskarna tillsammans med ryska och sachsiska trupper en belägring av Stralsund. Belägringen fick dock avbrytas när en svensk armé under Magnus Stenbock landsteg i Pommern hösten 1712.